# 波維多爾

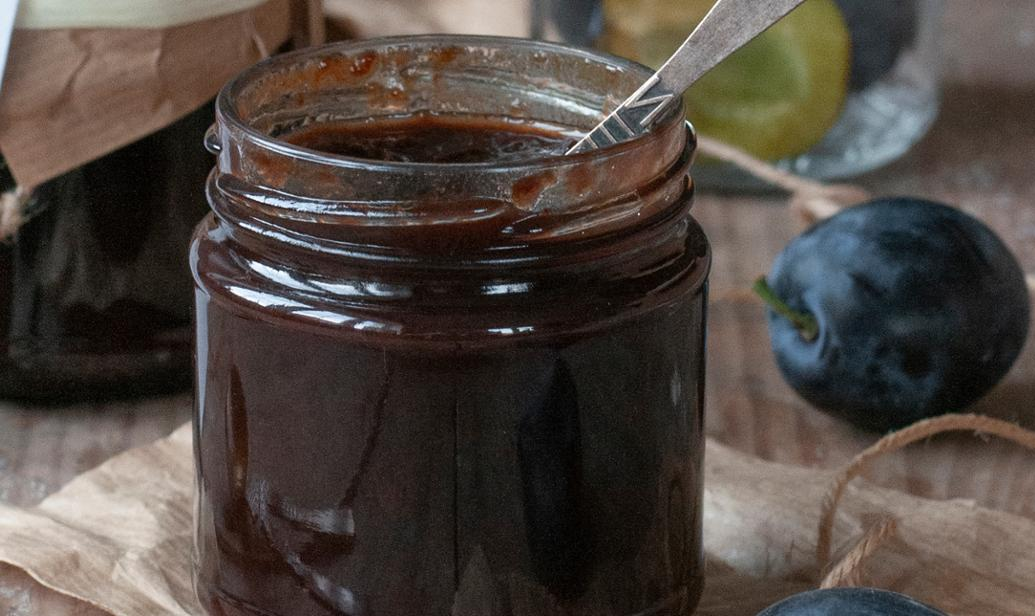
波兰马佐夫舍的波多维尔果酱

波維多爾（Powidl）是一種流行在奧地利和捷克的果醬，原料是李子。和德國的李子果醬不同的是，波維多爾並沒有額外添加糖分。為了保證使用含有較多糖分的李子，波維多爾一般使用較晚收穫的李子製作，以經過初霜的李子最為理想。波維多爾的製作工作從深秋開始，需要大量的人力。

## 外部連結
- Germknodel with Powidl & sweet poppy seeds （页面存档备份，存于）